# Cryptoblepharus nigropunctatus
Cryptoblepharus nigropunctatus (оґасаварський змієокий сцинк) — вид сцинкоподібних ящірок родини сцинкових (Scincidae). Ендемік Японії.

## Поширення і екологія
Оґасаварські змієокі сцинки мешкають на 14 островах в архіпелазі Оґасавара, зокрема на Тітідзімі, Хахадзімі, Анідзімі і Мінамі-Торісімі. Вони живуть в субтропічних лісах і рідколіссях, зокрема в заростях Pandanus boninensis. Живляться павуками і комахами, відкладають яйця.

## Збереження
МСОП класифікує стан збереження цього виду як близький до загрозливого. Cryptoblepharus nigropunctatus загрожує конкуренція та хижацтво з боку інтродукованих ящірок Anolis carolinensis.